# 16413 Abulghazi
16413 Abulghazi este o planetă minoră (asteroid), cu un diametru de 11,24 km, din centura de asteroizi. A fost descoperită pe 28 ianuarie 1987 la Observatorul European Austral de Eric Walter Elst și a fost numită după Abu al-Ghazi Bahadur⁠(d). 
Obiectul prezintă o orbită caracterizată de o semiaxă mare de 2,9625979 UAi, o excentricitate de 0,09, o înclinație de 12,11053 ° în raport cu ecliptica.